# Deltoxenos
Deltoxenos (лат.) — род веерокрылых насекомых из семейства Xenidae (ранее в Stylopidae). Старый Свет: Африка, Йемен, Португалия, Япония. Паразиты различных родов ос.

## Описание
Мелкие веерокрылые насекомые. Длина цефалоторокса самок варьирует от 0,9 до 2,83 мм, ширина от 0,74 до 2,43 мм. Отличия самок: максилла не выражена, лишь слегка приподнята или почти срослась с лабиальным полем; среднезаднегрудная сегментарная граница слабо или отчётливо сужена с боков, особенно у видов с удлиненной головогрудью. Промезоторакальная сегментарная граница редко перетянута. Дорсальное лабральное поле слегка или отчётливо дугообразное, приподнятое или плоское, в последнем случае более узкое латерально, чем медиально. Боковые части брюшка позади дыхалец не светлые. Мандибула не выступает из капсулы. В отличие от Paragioxenos, голова и переднегрудь вентрально ограничены родовым отверстием медиально и швом латерально. Самец отличается от других родов следующей комбинацией признаков: диаметр щёк между максиллярным основанием и сложным глазом по крайней мере в 2 раза больше диаметра рудиментарного усика; отчётливая парная борозда надусикового сенсорного поля отсутствует; цефалотека всегда эллиптическая; лобная щель едва заметна или почти отсутствует; максилла не сильно удлинена, её длина не более чем в 1,5 раза больше ширины в основании; затылочная выпуклость хорошо развита. Паразиты различных родов ос триб Eumenini и Odynerini (Vespidae: Eumeninae), в том числе рода Delta.

## Классификация
7 видов. Род был впервые описан в 2022 году на основании нескольких видов из рода Pseudoxenos и включается в отдельное семейство Xenidae (ранее подсемейство Xeninae в составе Stylopidae).
- Deltoxenos bequaerti (Luna de Carvalho, 1956)[3]
- Deltoxenos bidentatus (Pasteels, 1950)[4]typus
- Deltoxenos hirokoae (Kifune & Yamane, 1992)[5]
- Deltoxenos iwatai (Esaki, 1931)[6]
- Deltoxenos lusitanicus (Luna de Carvalho, 1960)[7]
- Deltoxenos minor (Kifune & Maeta, 1978)[8]
- Deltoxenos rueppelli (Kinzelbach, 1971)